# Miki (miasto)
Miki (jap. 三木市 Miki-shi) – miasto w Japonii, na wyspie Honsiu, w prefekturze Hyōgo.

## Położenie
Miasto położone jest w środkowej części prefektury Hyōgo, na północ od stolicy prefektury Kobe. Powierzchnia miasta stanowi 2,2% powierzchni prefektury. Miasto graniczy z:
- Kobe
- Katō
- Ono
- Sanda
- Kakogawa

## Historia
Miasto otrzymało prawa miejskie 1 czerwca 1954 roku.

## Miasta partnerskie
- Stany Zjednoczone: Visalia, Kalifornia